# Wolves (álbum de Story of the Year)
Wolves es el quinto álbum de estudio de la banda de rock estadounidense Story of the Year. El álbum fue lanzado el 8 de diciembre de 2017. En octubre de 2017, la banda lanzó "Bang Bang", su primer sencillo en más de siete años.

## Antecedentes
Después de recorrer constantemente durante casi una década, la banda tomó un descanso y comenzó familias durante ese tiempo. Durante ese tiempo, el bajo guitarrista Adam Russell y el conjunto se separaron con Philip Sneed asumiendo el control del bajo. Sin embargo, en 2018, Sneed anunció su salida, junto con el regreso de Russell regresando a la banda. El grupo financió su álbum a través de PledgeMusic.

## Composición
El vocalista Dan Marsala afirma que "Bang Bang" "abarca el mensaje del álbum en general: la idea de que los lobos se acercan y se acaba el tiempo". El cantante continúa diciendo que "Lobos es una metáfora del tiempo que se escapa, de cómo se acerca una manada de lobos".

## Lista de canciones
| Standard edition |                                                                 |          |  |
| N.º              | Título                                                          | Duración |  |
| 1.               | «Wolves»                                                        | 0:52     |  |
| 2.               | «How Can We Go On»                                              | 3:25     |  |
| 3.               | «Bang Bang»                                                     | 3:43     |  |
| 4.               | «Youth»                                                         | 0:51     |  |
| 5.               | «I Swear I'm Okay»                                              | 4:20     |  |
| 6.               | «Miracle»                                                       | 3:51     |  |
| 7.               | «Can Anybody Hear Me»                                           | 4:28     |  |
| 8.               | «A Part of Me»                                                  | 4:01     |  |
| 9.               | «Give Up My Heart»                                              | 5:16     |  |
| 10.              | «The Eternal Battle for Mike Cronin's Soul (To Be Alive Again)» | 4:02     |  |
| 11.              | «My Home»                                                       | 4:33     |  |
| 12.              | «Goodnight, My Love»                                            | 4:07     |  |
| 13.              | «Like Ghosts»                                                   | 4:11     |  |
| 14.              | «Praying for Rain»                                              | 7:27     |  |

Bonus track
| PledgeMusic exclusive bonus track |                                                                 |          |  |
| N.º                               | Título                                                          | Duración |  |
| 15.                               | «Bang Bang» (alternate version) (additional downloadable track) | 3:56     |  |